# Bernd Weikl

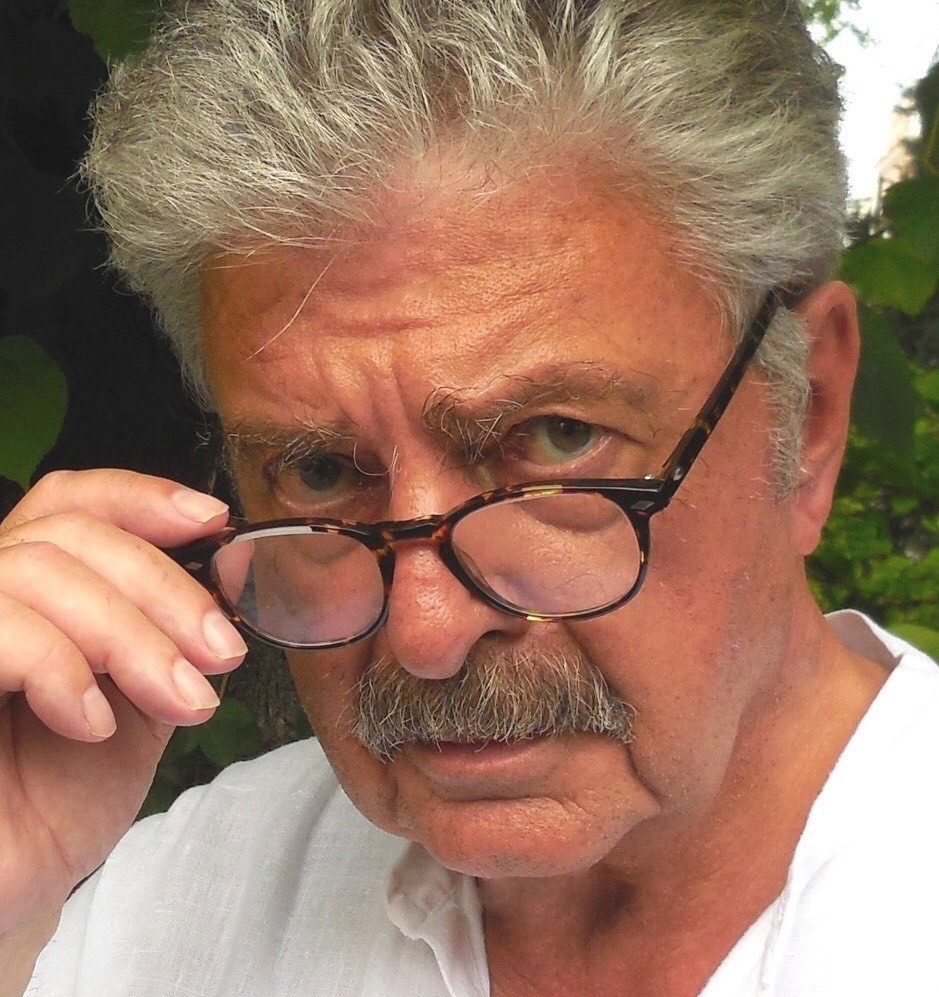
Bernd Weikl (2015)

Bernd Weikl (* 29. Juli 1942 in Wien) ist ein deutsch-österreichischer Opern- und Konzertsänger (Bariton), Buchautor und Opernregisseur. Internationale Bekanntheit erlangte er mit der Rolle des Hans Sachs in Richard Wagners Oper Die Meistersinger von Nürnberg.

## Leben
Weikl studierte zunächst Volkswirtschaftslehre, bevor er in Mainz zu einem Gesangsstudium wechselte, welches er an der Musikhochschule Hannover abschloss. 1968 debütierte er am Opernhaus Hannover. 1972 sang er zum ersten Mal bei den Bayreuther Festspielen. Seit 1977 tritt er regelmäßig an der Metropolitan Opera in New York auf und entfaltete eine internationale Karriere.
Die künstlerische Tätigkeit Weikls umfasste gleichzeitig das italienische, deutsche, französische und russischen Opernfach. Er war über mehrere Jahrzehnte ständiger Gast der großen Opernhäuser, zum Beispiel an der Metropolitan Opera, am Londoner Royal Opera House, am Mailänder Teatro alla Scala und an der Wiener Staatsoper, an der Bayerischen Staatsoper, der Staatsoper Hamburg sowie in Japan. Gastspiele gab er an der Deutschen Oper Berlin und der Staatsoper Berlin, in Paris, Barcelona, Los Angeles, San Francisco, Lissabon, Luxor, Tel Aviv, Moskau und an vielen anderen Opern- und Konzerthäusern auf der ganzen Welt.
Bei den Bayreuther Festspielen sang er ab 1972 und bis 1996 die großen Rollen seines Fachs während insgesamt 230 Aufführungen: 35-mal Wolfram (Tannhäuser), 75-mal Amfortas (Parsifal), 20-mal Nachtwächter (Die Meistersinger von Nürnberg), 26-mal Heerrufer (Lohengrin), 31-mal Holländer (Der fliegende Holländer) und 43-mal Hans Sachs (Die Meistersinger von Nürnberg).
Mit dem Pianisten Cord Garben spielte Weikl mehrere Tonträger mit Liedern ein. Mit Garben sowie mit Irwin Gage und Helmut Deutsch gab er Liederabende im In- und Ausland.
Neben seiner Tätigkeit als Sänger arbeitete Bernd Weikl auch als Autor für Film und Fernsehen. Seine Filme befassen sich vor allem mit Komponisten wie unter anderem Hugo Wolf (Das italienische Liederbuch und Das spanische Liederbuch) Gustav Mahler (Des Knaben Wunderhorn), Richard Wagner (Deutsche und französische Lieder) und Franz Liszt (Lieder).
Weikl war Initiator und Solist bei Elias für den Frieden zur Feier des vierzigjährigen Bestehens des Staates Israel. Das Oratorium von Felix Mendelssohn Bartholdy wurde 1988 in Hamburg, München, Wiesbaden und Israel aufgeführt. Die Schirmherrschaft übernahmen die Ehefrauen der Präsidenten beider Länder Aura Herzog und Marianne von Weizsäcker.
1992 wurde Weikl von der Hochschule für Musik und darstellende Kunst in Wien die Berechtigung eingeräumt, den akademischen Grad Mag.art zu führen. Weikl initiierte 1996 die Studie Gesang als musiktherapeutische Intervention bei depressiven Patienten der Psychiatrischen Klinik der Ludwig-Maximilians-Universität München sowie das Therapiekonzept „Stimm- und Gesangstraining für Patienten mit Atemwegserkrankungen“ in Wien in Zusammenarbeit mit dem Allgemeinen Krankenhaus der Stadt Wien und der Österreichischen Lungenunion.
Am 6. März 2004 wurde in Nürnberg die für Bernd Weikl geschriebene Oper Wolkenstein uraufgeführt. Die Musik schrieb Wilfried Hiller, das Libretto verfasste Felix Mitterer. Für die Inszenierung und Verfilmung der Aufführungsreihe sorgte Percy Adlon.

## Ehrungen
1988 wurde Weikl der Professorentitel verliehen. 1993 wurde er zum Hamburger Kammersänger ernannt. Er ist außerdem Bayerischer und Österreichischer Kammersänger sowie seit 1998 Ehrenmitglied der Wiener Staatsoper.
In der väterlichen Heimat in Bodenmais am Arber ist Bernd Weikl Ehrenbürger. Im dortigen Alten Rathaus ist ihm ein Museum gewidmet. Der Bildhauer Karl-Henning Seemann schuf 2012–2014 eine lebensgroße Büste von Bernd Weikl.

## Diskografie (Auswahl)

### LP / CD
- Arnold Schönberg: Gurrelieder (Bauer), mit Deborah Voigt, Jennifer Larmore, Thomas Moser, Kenneth Riegel, Klaus Maria Brandauer, Dirigent: Giuseppe Sinopoli, Staatskapelle Dresden, 1995
- Richard Strauss: Feuersnot (Kunrad), Dirigent: Heinz Fricke, Münchner Rundfunkorchester, 1984
- Richard Strauss: Elektra (Orest), Dirigent: Wolfgang Sawallisch, Sinfonie-Orchester des Bayerischen Rundfunks, 1990
- Richard Strauss: Friedenstag (Kommandant der Stadt), Dirigent: Wolfgang Sawallisch, Sinfonie-Orchester des Bayerischen Rundfunks, 1999
- Giuseppe Verdi: Falstaff (Ford), Dirigent: Daniel Oren, Orchestra del Teatro San Carlo di Napoli, 1994
- Giuseppe Verdi: Rigoletto (Rigoletto), Dirigent: Lomberto Gardelli, Münchner Rundfunkorchester, 1995
- Richard Wagner: Tristan und Isolde (Melot), Dirigent: Herbert von Karajan, Berliner Philharmoniker, 1971
- Richard Wagner: Die Meistersinger von Nürnberg (Sixtus Beckmesser), Dirigent: Georg Solti, Wiener Philharmoniker, 1976
- Richard Wagner: Tannhäuser (Wolfram), Dirigent: Colin Davis, Orchester der Bayreuther Festspiele, 1978
- Richard Wagner: Lohengrin (Heerrufer), Dirigent: Woldemar Nelson, Orchester der Bayreuther Festspiele, 1982
- Richard Wagner: Tristan und Isolde (Kurwenal), Dirigent: Leonard Bernstein, Sinfonie-Orchester des Bayerischen Rundfunks, 1983
- Richard Wagner: Tannhäuser (Wolfram), Dirigent: Bernard Haitink, Sinfonie-Orchester des Bayerischen Rundfunks, 1985
- Richard Wagner: Tannhäuser (Wolfram), Dirigent: Zubin Mehta, Bayerisches Staatsorchester, 1985/2001
- Richard Wagner: Götterdämmerung (Gunther), Dirigent: James Levine, Orchester der Metropolitan Opera, 1991
- Richard Wagner: Die Meistersinger von Nürnberg (Hans Sachs), Dirigent: Wolfgang Sawallisch, Bayerisches Staatsorchester, 1994
- Richard Wagner: Der fliegende Holländer (Holländer), Dirigent: Giuseppe Sinopoli, Orchester der Deutschen Oper Berlin, 1998

### DVD
- Richard Strauss: Salome (Jochanaan), Dirigent: Karl Böhm, Wiener Philharmoniker, 1973
- Johann Strauss: Die Fledermaus (Doktor Falke), Dirigent: Carlos Kleiber, Bayerisches Staatsorchester, 1979
- Johann Strauss: Die Fledermaus (Gabriel von Eisenstein), Dirigent: Theodor Guschlbaur, Wiener Philharmoniker, 1980
- Giuseppe Verdi: Falstaff (Falstaff), Dirigent: Uwe Sandner, Orchester des Pfalztheater Kaiserslautern, 2001 (eigene Regie)
- Richard Wagner: Die Meistersinger von Nürnberg (Nachtwächter), Dirigent: Silvio Varviso, Orchester der Bayreuther Festspiele, 1975
- Richard Wagner: Parsifal (Amfortas), Dirigent: Horst Stein, Orchester der Bayreuther Festspiele, 1981
- Richard Wagner: Lohengrin (Heerrufer), Dirigent: Woldemar Nelson, Orchester der Bayreuther Festspiele, 1982
- Richard Wagner: Die Meistersinger von Nürnberg (Hans Sachs), Dirigent: Horst Stein, Orchester der Bayreuther Festspiele, 1987
- Richard Wagner: Parsifal (Amfortas), Dirigent: James Levine, Orchester der Metropolitan Opera, 1990
- Richard Wagner: Tannhäuser (Wolfram), Dirigent: James Levine, Orchester der Metropolitan Opera, 2006

## Auszeichnungen
- Großes Bundesverdienstkreuz, 5. Oktober 1994
- Bayerischer Verdienstorden, 13. Juli 1995
- Dr. h. c. der Universität Alma Ata, 24. Februar 1998
- Goldenes Ehrenzeichen für Verdienste um das Land Wien, September 2002
- österreichisches Ehrenkreuz für Wissenschaft und Kunst I. Klasse, 4. Oktober 2002

## Opernregisseur
- Figaros Hochzeit bei den Festspielen in Neustrelitz
- Salome am Pfalztheater in Kaiserslautern
- Die Meistersinger von Nürnberg an der Japanischen Nationaloper in Tokio
- Orpheus in der Unterwelt an der Deutschen Oper am Rhein in Köln
- Falstaff als Regisseur und Hauptdarsteller am Pfalztheater in Kaiserslautern

## Publikationen
- Frei erfunden. Aus Oper, Politik und dazwischen. Eine Satire. Illustrationen von Horst Thom, Edition Va Bene, Wien und Klosterneuburg 1996, ISBN 3-85167-045-0.
- Hoffentlich gelogen. Aus Oper, Politik, Kultur und drumherum… Eine Satire. Illustrationen von Horst Thom, Edition Va Bene, Wien und Klosterneuburg 1997, ISBN 3-85167-057-4.
- Vom Singen und von anderen Dingen. Ein Ratgeber für alle, die beruflich oder privat mit einer klangvollen Stimme erfolgreich sein wollen. Verlag Kremayr & Scheriau, Wien 1998, ISBN 3-218-00643-0.
- Vom Singen und von anderen Dingen, Russische Ausgabe. Verlag AGRAF, Moskau 2000, ISBN 5-7784-0154-X.
- Kunst-Medizin-Therapie, Wiener Vorlesungen, Konversatorien und Studien. In: Erich Vanecek und Christa Wenninger-Brenn (Hg.): Gesang als Handwerk, Therapie und Prävention. WUV-Univerlag, Wien 2003.
- Licht & Schatten. Meine Weltkarriere als Opernsänger. Eine Mutter-Sohn-Beziehung als zweite Handlung, Pro Business, Berlin 2007, ISBN 978-3-939430-85-8.
- mit Peter Bendixen: Einführung in die Kultur- und Kunstökonomie. Mit einem Vorwort von Prinz und Prinzessin Georg Yourievsky. VS Verlag, 2011, ISBN 978-3-531-18279-7.
- mit Peter Bendixen: Freispruch für Richard Wagner? Eine historische Rekonstruktion. Leipziger Universitätsverlag, Leipzig 2012, ISBN 978-3-86583-669-4.
- Warum Richard Wagner in Deutschland verboten werden muss. Leipziger Universitätsverlag, 2014, ISBN 978-3-86583-850-6.
- Der singende Mensch als Maß aller Dinge. In: Isolde Schmid-Reiter (Hg.): Erzählweisen. ConBrio Verlag, Regensburg 2014.
- Die Natürlichkeit des klassischen Gesangs. In: Wolf Gerhard Schmidt (Hg.): Die Natur-Kultur-Grenze in Kunst und Wissenschaft. Verlag Königshausen und Neumann, Würzburg 2014.
- Swastikas on Stage. Trends in the Productions of Richard Wagner’s Operas in German Theaters today. ProBusiness, Berlin 2015, ISBN 978-3-86460-305-1.
- Kunst- und Pressefreiheit in Deutschland. Rückblick und Status quo. Leipziger Universitätsverlag, Leipzig 2016, ISBN 978-3-86583-984-8.
- Singen – in der Oper, als Therapie und in der Post- und Postpostmoderne. Leipziger Universitätsverlag, Leipzig 2017, ISBN 978-3-96023-129-5.
- Max ist Schuld oder Eine sich selbst erfüllende Prophezeiung. Eigenverlag, 2019, ISBN 978-3-00-062367-7.